# Seiden-Rose
Die Seiden-Rose (Rosa sericea)  ist eine Pflanzenart aus der Gattung Rosen (Rosa) innerhalb der Familie der Rosengewächse (Rosaceae). Diese formenreiche Art ist von Indien über Sikkim, Bhutan bis Myanmar und China verbreitet.

## Beschreibung

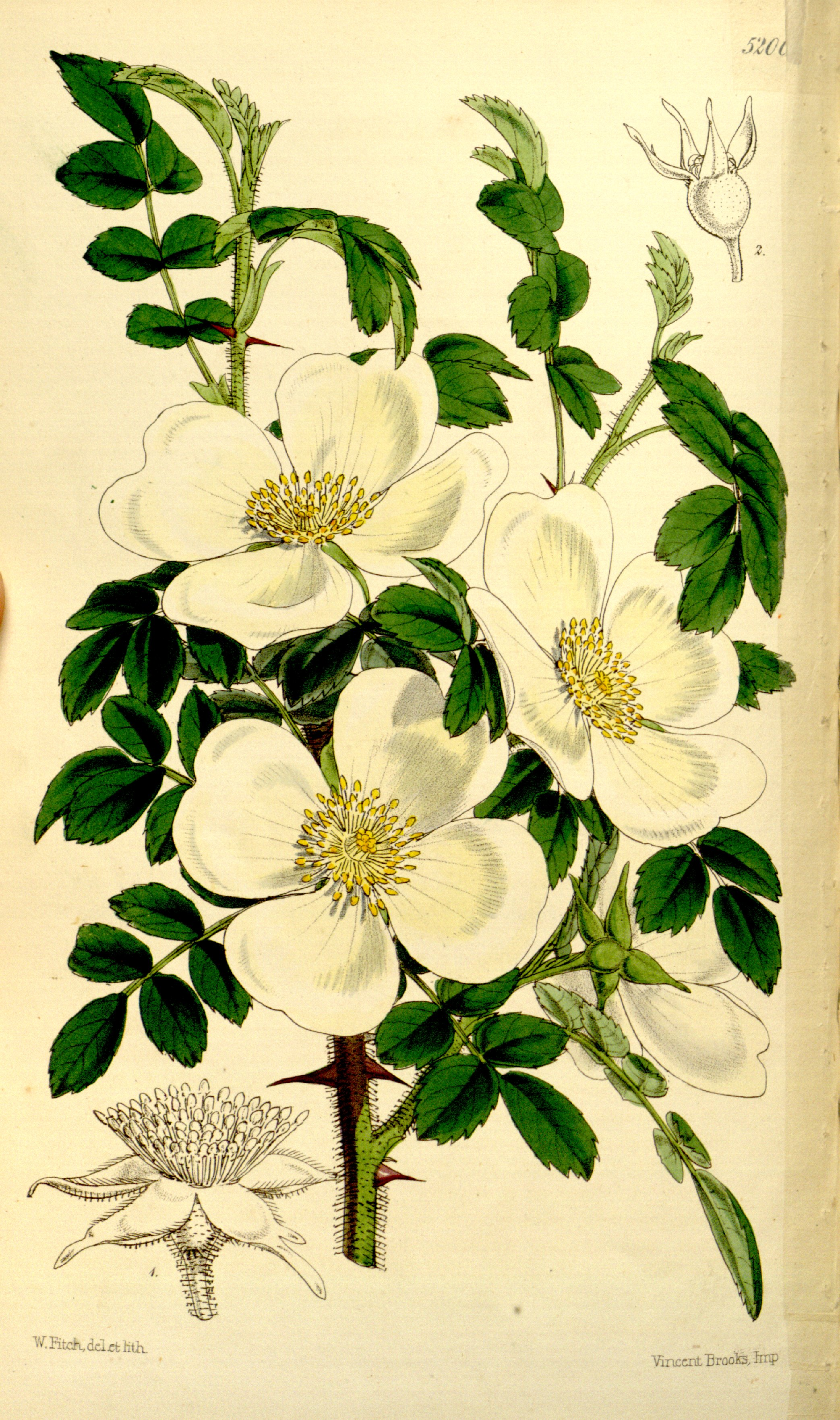
Illustration aus Curtis’s Botanical Magazine, Volume 86 = Ser. 3, Volume 16, Tafel 5200, 1860

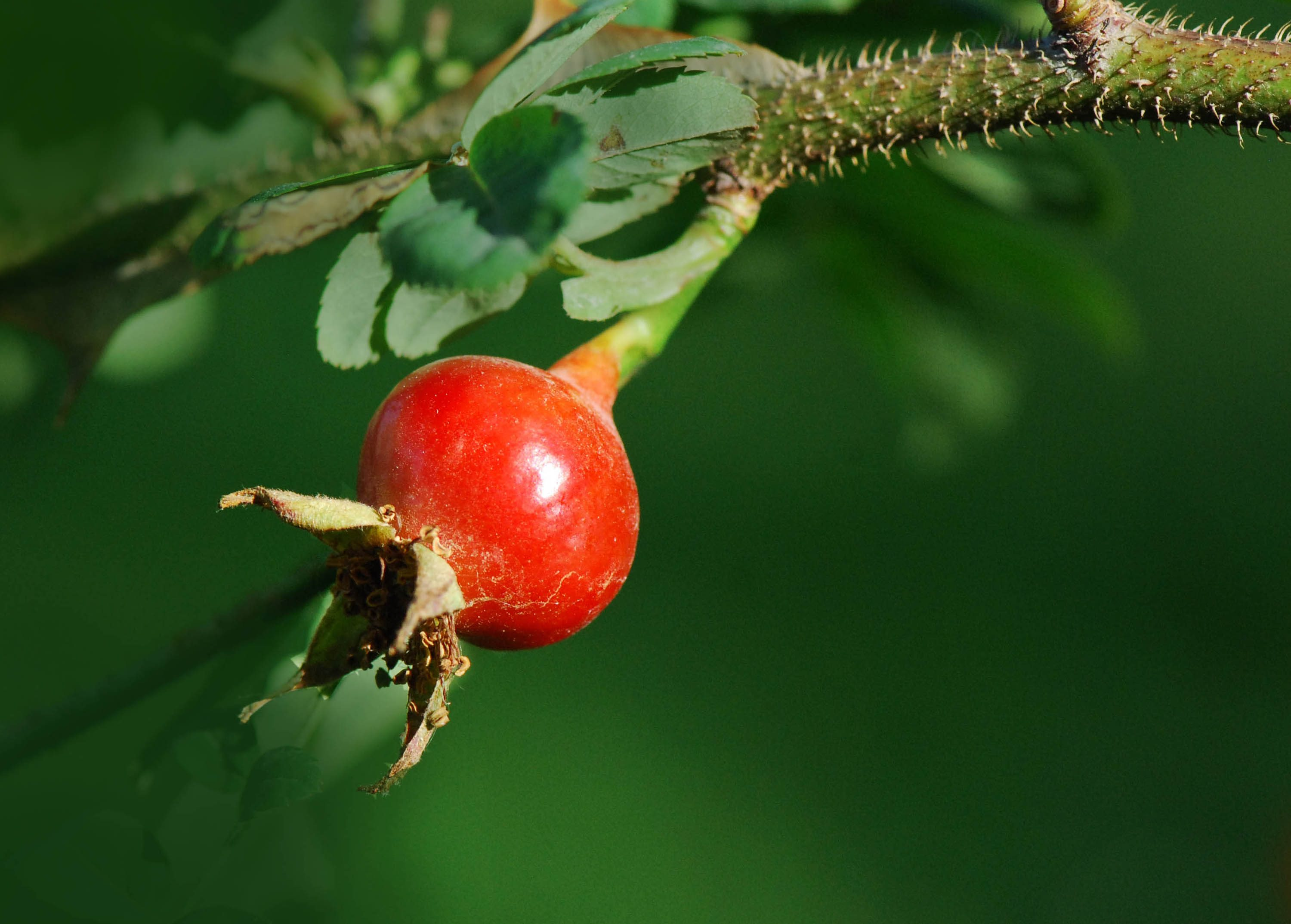
Hagebutte gekrönt von vier aufrechten Kelchblättern

Für die Beschreibung der Varietät Omei-Rose (Rosa sericea var. omeiensis) siehe dort; hier die Beschreibung der Varietät Rosa sericea var. sericea:

### Erscheinungsbild und Blatt
Rosa sericea wächst als selbstständig aufrechter Strauch, der Wuchshöhen von 1 bis 2 Metern erreicht. Die Zweige sind relativ kräftig. Bezüglich der Stacheln ist diese Art formenreich: Stacheln können fehlen. Oft sitzen die feinen bis kräftigen Stacheln paarweise unterhalb der Laubblätter und bei einer Länge von 1,2 Zentimetern stielrund. Bei der sogenannten „Stacheldrahtrose“ sind die Stacheln bei einer Länge von 1,2 Zentimetern sowie einem Durchmesser von 3,5 Zentimetern flügelähnlich. Manchmal kommen zusätzlich dicht zusammenstehende Borsten vor.
Die wechselständig angeordneten Laubblätter sind in Blattstiel und Blattspreite gegliedert und insgesamt 3,5 bis 8 Zentimeter lang. Der Blattstiel und die Blattrhachis sind flaumig behaart, manchmal spärlich bestachelt sowie drüsig-flaumig behaart. Die Blattspreite ist unpaarig gefiedert mit selten fünf, meist sieben bis elf Fiederblättchen. Die Fiederblättchen sind bei einer Länge von 8 bis 20 Millimetern sowie einer Breite von 5 bis 8 Millimetern eiförmig oder verkehrt-eiförmig, selten verkehrt-eiförmig-länglich mit breit-keilförmiger Basis und gerundet-stumpfem oder spitzem oberen Ende. Der Rand der Fiederblättchen ist im oberen Bereich gesägt und im unteren glatt. Die Unterseite der Fiederblättchen ist seidig-zottig behaart oder fast kahl bis kahl und kann Drüsen besitzen und die Oberseite ist kahl sowie runzelig. Die zwei Nebenblätter sind mit dem Blattstiel verwachsen und der freie Bereich ist geöhrt mit drüsigen Rand sowie flaumig behaart oder kahl.

### Blüte und Frucht
Die Blütezeit reicht in China von Mai bis Juni und in Indien von Mai bis August. Die Blüten stehen einzeln in den Blattachseln. Der 1 bis 2 Zentimeter lange Blütenstiel ist kahl. Tragblätter fehlen.
Die kaum duftenden, zwittrigen Blüten sind bei einem Durchmesser von 2,5 bis 5 Zentimetern radiärsymmetrisch mit doppelter Blütenhülle. Der fast kahle Blütenbecher (Hypanthium) ist verkehrt-eiförmig oder kugelig. Auffälligerweise sind die Blüten nur vierzählig, während die meisten Rosen-Arten fünfzählige Blüten besitzen. Die vier freien Kelchblätter sind eiförmig-lanzettlich mit zugespitztem oder spitzem oberen Ende, ganzrandig und auf der Unterseite spärlich flaumig behaart oder fast kahl sowie auf der Oberseite zottig behaart. Die vier freien weißen Kronblätter sind verkehrt-eiförmig mit breit-keilförmiger Basis und ausgerandetem oberen Ende. Es sind viele Staubblätter vorhanden. Die freien zottig behaarten Griffel sind kürzer als die Staubblätter und überragen die Kronblätter nur etwas.
Der kahle Fruchtstiel ist 1 bis 2 Zentimeter lang und meist nicht fleischig. Die bei Reife roten, purpur-braunen oder gelben Hagebutten sind bei einem Durchmesser von 8 bis 15 Millimetern verkehrt-eiförmig oder kugelig und kahl. Die Hagebutten sind von vier haltbaren, aufrechten Kelchblättern gekrönt. Die Früchte reifen in China von Juli bis August.

### Chromosomensatz
Die Chromosomengrundzahl beträgt x = 7; es liegt Diploidie vor, also 2n = 14.

## Vorkommen
Rosa sericea var. sericea ist von Indien (nur in Assam und der Himalaja-Region, Himachal Pradesh) über Sikkim, Bhutan bis nördlichen Myanmar und China verbreitet. In China gedeiht sie in lichten Wäldern, am Waldrand, in Gebüschen, an Talhängen, in trockenen Tälern, an Felswänden, auf Berggipfeln, auf Geröll und an trockenen sonnigen Standorten in Höhenlagen von 2000 bis 4400 Metern in den Provinzen Guizhou, Sichuan, Yunnan sowie im autonomen Gebiet Tibet. verbreitet. Rosa sericea var. omeiensis gedeiht in Tannenwäldern, Dickichten, Gebüschen, auf Weiden und an Hängen in Höhenlagen von 700 bis 4000 Metern in den chinesischen Provinzen Gansu, Guizhou, Hubei, Ningxia, Qinghai, Shaanxi, Sichuan, Yunnan sowie im autonomen Gebiet Tibet.

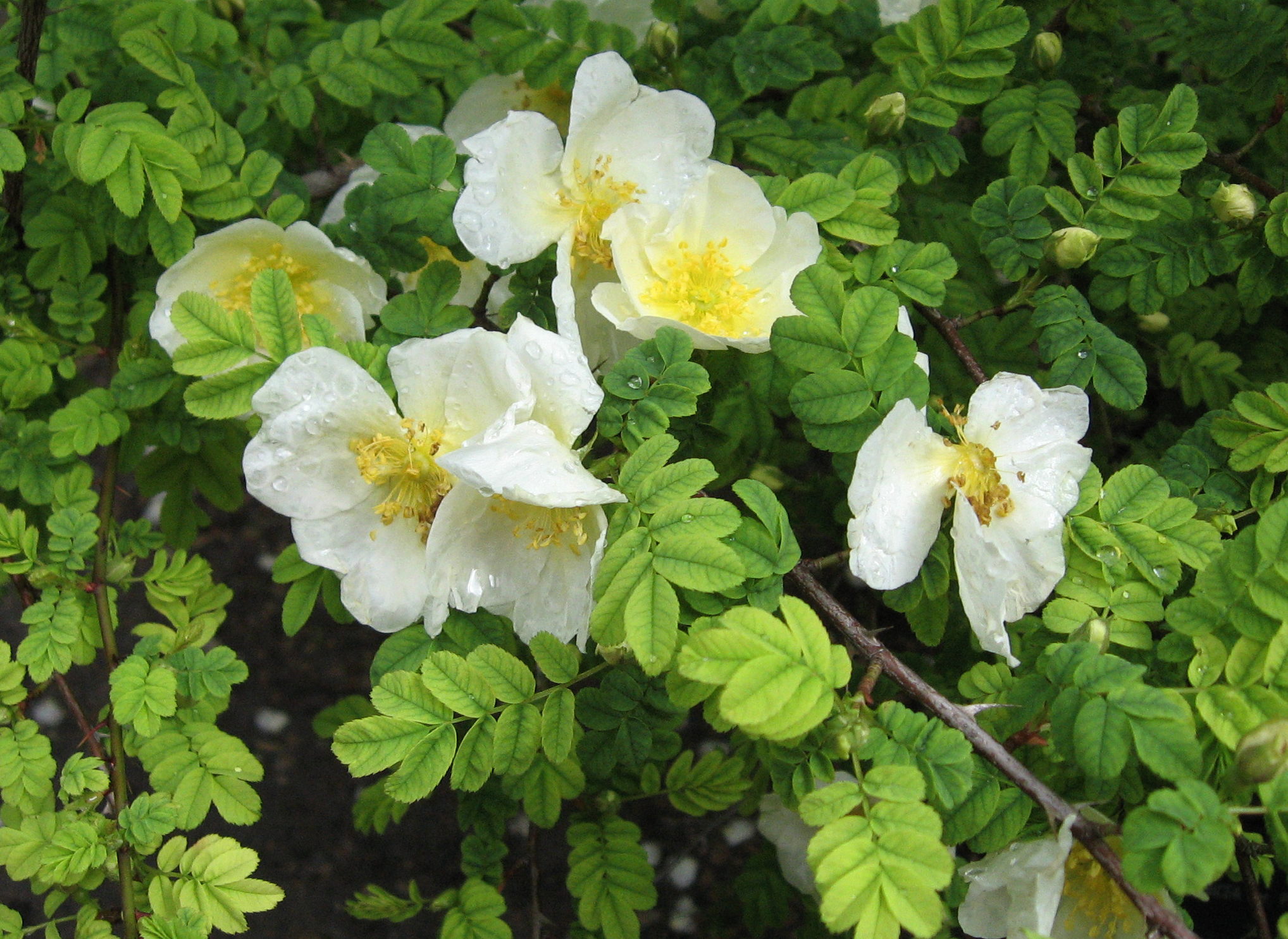
Blüten und gefiederte Laubblätter der „Stacheldrahtrose“ (Rosa sericea f. pteracantha)

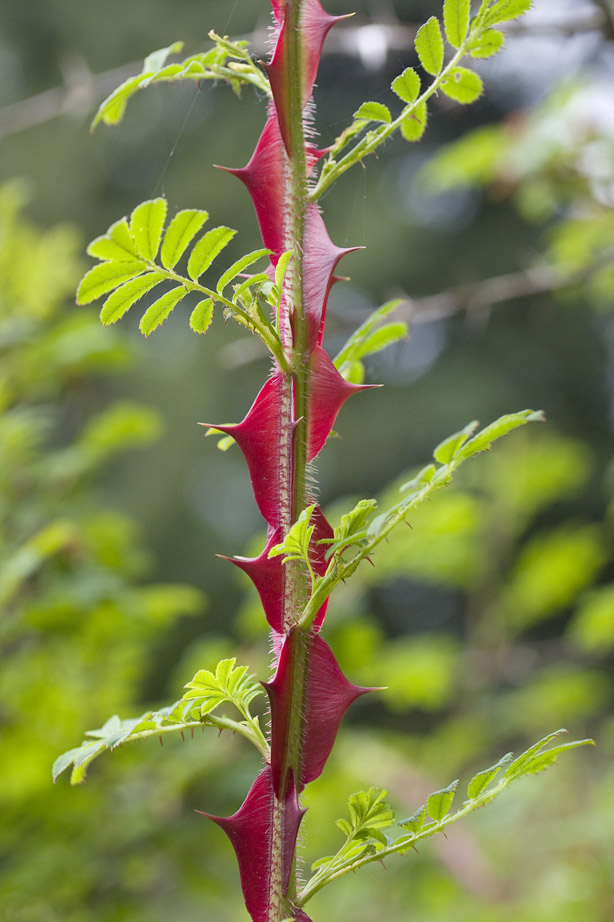
Stacheln und gefiederte Laubblätter der „Stacheldrahtrose“ (Rosa sericea f. pteracantha)

## Systematik
Die Erstbeschreibung von Rosa sericea erfolgte 1820 durch John Lindley in Rosarum Monographia, S. 105–106, Tafel 12. Das Artepitheton sericea bedeutet seidig.
Der Komplex Rosa sericea wurde kontrovers diskutiert; gemeinsam sind die vierzähligen Blüten. In diesen Komplex gehören seit 2008 nur die zwei Arten Rosa mairei H.Lév. und Rosa sericea. Beispielsweise wurde die Omei-Rose (Rosa omeiensis) in der Flora of China 2003 als eigene Art geführt. 2008 sichteten Wei et al. umfangreiches Herbarmaterial untersuchten und die Pollenmorphologie sowie Samenmantelstruktur. Wei et al. konnten zeigen, dass es sich um eine Varietät Rosa sericea var. omeiensis handelt.
Die Art Rosa sericea gehört zur Sektion Pimpinellifoliae aus der Untergattung Rosa in der Gattung Rosa.
Seit 2008 gibt es von  Rosa sericea zwei Varietäten:
- Rosa sericea Wall. ex Lindl. var. sericea. Synonyme sind Rosa tetrapetala Royle, Rosa wallichii Tratt., Rosa omeiensis f. glandulosa T.T.Yu & T.C.Ku, Rosa omeiensis f. pteracantha Rehder & E.H.Wilson, Rosa sericea f. glandulosa T.T.Yu & T.C.Ku, Rosa sericea f. glabrescens Franchet und Rosa sericea f. pteracantha Franchet.[2]
- Omei-Rose (Rosa sericea var. omeiensis) (Rolfe) G.D.Rowley. Synonyme sind Rosa omeiensis Rolfe, Rosa sericea f. inermieglandulosa Focke, Rosa sericea f. aculeatoeglandulosa Focke, Rosa sorbus H.Lév., Rosa omeiensis f. paucijuga T.T.Yu & T.C.Ku und Rosa sericea f. glandulosa T.T.Yu & T.C.Ku[2]

## Nutzung
Die Hagebutten besitzen einen hohen Tanningehalt von 16 %. Sie werden für medizinische Zwecke und zur Fermentierung von Wein verwendet. Die Hagebutten werden roh oder gegart gegessen. Die Hagebutte besitzt nur eine dünne Schicht um die vielen Samen herum, die verwendet werden kann. Vorsicht, man muss sich sicher sein alle Samenhaare entfernt zu haben. Die Samenhaare führen zu Problemen im Mund und Verdauungstrakt. Die Samen sind eine gute Quelle für Vitamin E. Die Samen können gemahlen werden und Mehl beigemischt und als Zusatz für andere Nahrungsmittel verwendet werden. Die medizinischen Wirkungen wurden untersucht.
Besonders die „Stacheldrahtrose“ genannte Form Rosa sericea f. pteracantha wird in den gemäßigten Gebieten als Zierpflanze in Parks und Gärten verwendet.

## Trivialnamen in anderen Sprachen
Trivialnamen in anderen Sprachen sind:
- Englischer Sprache: Silky Rose[3]
- Hindi: जंगली गुलाब Jangali-gulab, dhurkunja, shedham, टॆशु Teshu, बन गुलाब Ban gulab[3]
- Nepali: भॊटे गुलाफ Bhote gulaf[3]
- Chinesisch: 绢毛蔷薇 juan mao qiang wei[1]

## Weiterführende Literatur
- Jin-Rong Lia, Jie Liua, Da-Hai Hea, Hong-Xi Xub, Li-Sheng Dinga, Wei-Kai Baoa, Zhi-Qiong Zhoua, Yan Zhoua: Three new phenolic compounds from the leaves of Rosa sericea. In: Fitoterapia, Volume 84, Januar 2013, S. 332–337. doi:10.1016/j.fitote.2012.12.019
- Jin-Rong Li, Min Li, Bing Xia, Li-Sheng Ding, Hong-Xi Xu, Yan Zhou: Efficient optimization of ultra-high- performance supercritical fluid chromatographic separation of Rosa sericea by response surface methodology. In: Journal of Separation Science, Volume 36, Issue 13, 2013, S. 2114–2120. doi:10.1002/jssc.201300289
- M. P. Duchartre: Nouvelles Observations Sur Les Aiguillons Du Rosa Sericea Lindl. In: Bulletin de la Société Botanique de France, Band 40, 2, 1893, S. 104–114, doi:10.1080/00378941.1893.10828780